# یاگو دیاز
یاگو دیاز (انگلیسی: Iago Díaz؛ زادهٔ ۱۰ فوریهٔ ۱۹۹۳) بازیکن فوتبال اهل اسپانیا است.
از باشگاه‌هایی که در آن بازی کرده‌است می‌توان به باشگاه فوتبال لوگو و باشگاه فوتبال آلمریا اشاره کرد.